# Вылчи-Извор
Вылчи-Извор (болг. Вълчи извор) — село в Болгарии. Находится в Ямболской области, входит в общину Болярово. Население составляет 34 человека.

## Политическая ситуация
Вылчи-Извор подчиняется непосредственно общине и не имеет своего кмета.
Кмет (мэр) общины Болярово — Христо Димитров Христов (Болгарская социалистическая партия (БСП)) по результатам выборов.